# 9917 Keynes
A 9917 Keynes (ideiglenes jelöléssel 1979 MK) a Naprendszer kisbolygóövében található aszteroida. C. Torres fedezte fel 1979. június 26-án.